# Ејдан Гилен
Ејдан Гилен (енгл. Aidan Gillen, рођен 24. априла 1968. у Даблину, Ирска) је ирски глумац, најпознатији је по улози Питера „Малопрстића” Бејлиша у ХБО фантазијској серији Игра престола (енгл. Game of Thrones) (2011—2017).
Познат је и по улогама др. Џ. Алана Хинека у History-јевој серији Пројекат Плава књига (енгл. Project Blue Book) (2019), Томи Каркети у ХБО серији Жица (енгл. The Wire) (2004—2008), Џон Бој у серији Ирске радиотелевизије Љубав/Мржња (енгл. Love/Hate) (2010—2011) и CIA агент Бил Вилсон у филму Успон мрачног витеза (енгл. The Dark Knight Rises) (2012).
Гилен је освојио три награде за Ирску академију за филм и телевизију, био је номинован за награду БАФТА, награду Британског независног филма и награду Тони.